# クレイジーエイト
クレイジーエイト（英語: Crazy Eights）は、トランプのゲームの一種。

## 概要
多人数で行う、トランプを使った主に子供向けのゲームであり、単に「エイト」（Eights）と呼ばれることもある。各競技者が前の人が出したカードと同じスートかランクのカードを出していき、先に手札を全部出した人が勝ちとなる。
20世紀前半にはじめて出現した割合新しいゲームであるが、このゲームには別名や変種が非常に多く、日本の「アメリカンページワン」もクレイジーエイトの一変種である。また、専用のカードを使った商業的カードゲームに「UNO」がある。
イギリスではクレイジーエイトの1変種が「ブラックジャック」（Black Jack）と呼ばれることがあり、古くから有名な同名のゲームと混同しやすいので注意が必要である。

## ルール
ここではもっとも基本的なルールを記述する。
1. 2人以上で遊ぶ。4人の場合は向かいあった2人どうしがチームを組むこともできる。トランプは通常のひと組（6人以上ならふた組）を使用する。ジョーカーは使用しない。
2. ディーラーは各人に手札5枚ずつを配る（2人なら7枚ずつ）。その後、1枚を表向きに場に出す。残りのカードは裏を上にして積んで、山札とする。
3. ディーラーの左隣から時計回りに順に、場に出ているカードの一番上と同じスートか、または同じランクのカードを出していく。カードを出すことができない（または出したくない）競技者は、出せるカードが出るまで山札から1枚ずつカードを引いて手札に加えていく。山札がつきてもカードを出せない場合は、手番をパスする。
4. 「8」のカードは上記のルールに従わず、いつでも出すことができ、「8」のカードを出した人は任意のスートを指定することができる。次の順番の人は、指定されたスートのカードか、または「8」を出さなければならない。
5. だれかひとりの競技者が手札を全部出すか、または全員がパスしたときにプレイが終了する。チームを組んでいるときは、チームを構成する2人の両方が上がるまでプレイを続ける。

### 得点の計算について
誰かが手札を無くして上がった場合、残りのすべての競技者の手札の点数の合計が、上がった人の得点となる。手札の点数は、絵札が10点、「8」が50点、それ以外の数札はランクがそのまま点数となる（「A」は1点）。全員がパスしてプレイが終了した場合は、手札の点数がもっとも少ないものが、ほかの競技者との点数の差の合計を得点とする。

## 主な変種
- 山札を使いきったら、場に出ているカードを山札として再利用することがある。
- 手札があと1枚になるときに「Last one」などと言わなければならない変種がある。
- 「8」のカード以外にも、さまざまな機能をもつランクが追加されることがある。逆回り・ひとり飛ばし・もう1枚任意のカードを出せるなどの機能がよく採用される。

Parlett (1992,2004) pp.408-410 に「Two-Four-Jack（Switch・Black Jack）」という名前で載っているルールでは、以下のようになっている。
- 手札は10枚（3人以下なら12枚）。
- 山札を使いきったら場に出ているカードを一番上の1枚を除いてシャッフルして、山札として再利用する。
- 手札があと1枚になるときに「One left」と言わなければならない。言い忘れた人は次の自分の番に山札から1枚取らなければならない。
- 「8」ではなく「A」がいつでも出せ、スートを指定できる。
- 「2」を出したら、次の競技者は「2」を出さなければならない。出せない場合は山札から2枚取る。「2」が2枚重なったら、次の競技者は「2」を出すか、山札から4枚取る（3枚なら6枚、4枚なら8枚）。
- 「4」を出したら、次の競技者は「4」を出さなければならない。出せない場合は山札から4枚取る。「4」が2枚重なったら、次の競技者は「4」を出すか、山札から8枚取る（3枚なら12枚、4枚なら16枚）。
- 「J」を出したら、プレイの方向が逆になる。
- カードの点数は「A」が20点、「J」「4」「2」が15点、絵札が10点。それ以外のカードは、ランクがそのまま点数となる。

### マウ・マウ
「マウ・マウ」（Mau-Mau）は、クレイジーエイトとほぼ同じルールだが、数札の2-6を除いた32枚のカード（ピケ・デック）を使い、「8」ではなく「J」がワイルドカードとなる。また、プレイの終了後に、自分の手札の点数が得点となる（少ないほどよい）。
カードの点数は「シュナプセン」と同じで、「A」=11点・「10」=10点・「K」=4点・「Q」=3点・「J」=2点・それ以外=0点となる（「J」を20点とする変種もある）。最後の1枚が「J」のときは、得点が2倍になる。だれかが100点になったらゲームが終了となる。
最後の1枚を出すときには「マウ」と言わなければならない。また、最後の1枚が「J」のときは「マウ・マウ」と言わなければならない。宣言を忘れた人は上がることはできず、ペナルティとして山札から1枚引き、手札に加えなければならない。